# Adadenirari II
 Adadenirari II, Adade-Nirari II ou Adade-Narari II foi um rei da Assíria de 911 a.C. a 890 a.C. Ele atacou o norte da Síria e, provavelmente, avançou até a costa do Mediterrâneo. Ele entrou em conflito com a Babilônia, com quem formou uma aliança. Foi sucedido por seu filho Tuculti-Ninurta II.